# Christopher Sacchin
Christopher Sacchin (* 22. April 1983 in Bozen) ist ein italienischer Wasserspringer. Er startet für den Verein C.S. Carabinieri - Bolzano Nuoto im Kunstspringen vom 1-m- und 3-m-Brett.
Sein bislang größter sportlicher Erfolg war der Gewinn der Bronzemedaille bei den Weltmeisterschaften 2007 in Melbourne vom 1-m-Brett. Sacchin hat auch an den Weltmeisterschaften 2001 in Fukuoka, 2003 in Barcelona und 2009 in Rom teilgenommen, konnte aber kein Finale erreichen.
Bei Schwimmeuropameisterschaften konnte er im Kunstspringen vom 1-m-Brett drei weitere Medaillen gewinnen. In Budapest 2006 und in Eindhoven 2008 gewann er jeweils Bronze, bei den Europameisterschaften 2009 in Turin erreichte er die Silbermedaille.
1998 wurde Sacchin Junioreneuropameister.